# Diocesi di Agatopoli
La diocesi di Agatopoli (in latino: Dioecesis Agathopolitana) è una sede soppressa del patriarcato di Costantinopoli e sede titolare della Chiesa cattolica.

## Storia
Agatopoli, che corrisponde all'odierna località di Ahtopol in Bulgaria, fu una sede vescovile della provincia romana dell'Emimonto nella diocesi civile di Tracia. Faceva parte del patriarcato di Costantinopoli ed era suffraganea dell'arcidiocesi di Adrianopoli.
Le Quien, nell'opera Oriens Christianus, non menziona alcun vescovo per questa sede nel primo millennio cristiano, forse perché appare tardivamente nel Patriarcato. Infatti è menzionata per la prima volta solo nelle Notitiae Episcopatuum del X secolo. Sono noti vescovi di Agatopoli, sede spesso unita con quella di Sozopoli, solo a partire dal XVI secolo.
Dal XVII secolo Agatopoli è annoverata tra le sedi vescovili titolari della Chiesa cattolica; la sede è vacante dal 26 agosto 2008.

## Cronotassi dei vescovi titolari
- Thomas Weldner, O.F.M. † (2 marzo 1461 - 29 settembre 1470 deceduto)
- Gratianus de Galiczon † (8 luglio 1707 - 27 settembre 1712 deceduto)
- François Pottier, M.E.P. † (24 gennaio 1767 - 28 settembre 1792 deceduto)
- Giacomo Pisani † (18 dicembre 1786 - ?)
- Gregorio Muccioli † (19 aprile 1822 - 1837 deceduto)
- François-Adélaïde-Adolphe Lannéluc † (11 luglio 1839 - 12 dicembre 1839 succeduto vescovo di Aire)
- Gesualdo Vitali † (27 settembre 1852 - 27 marzo 1865 nominato vescovo di Ferentino)
- Louis Bel, C.M. † (11 luglio 1865 - 1º marzo 1868 deceduto)
- Franz Adolf Namszanowski † (22 maggio 1868 - 22 marzo 1900 deceduto)
- Balthasar Kaltner † (15 aprile 1901 - 3 novembre 1910 nominato vescovo di Gurk)
- Camillo Francesco Carrara, O.F.M.Cap. † (7 febbraio 1911 - 15 giugno 1924 deceduto)
- Pedro Pascual Miguel y Martínez, O. de M. † (18 dicembre 1924 - 5 maggio 1926 deceduto)
- Joseph-Tobie Mariétan, C.R.A. † (8 febbraio 1931 - 10 gennaio 1943 deceduto)
- Casimiro Morcillo González † (25 gennaio 1943 - 13 maggio 1950 nominato vescovo di Bilbao)
- Frane Franić † (22 settembre 1950 - 24 dicembre 1960  nominato vescovo di Spalato-Macarsca)
- Laurent Noël † (25 giugno 1963 - 8 novembre 1975 nominato vescovo di Trois-Rivières)
- Robert Mikhail Moskal † (3 agosto 1981 - 5 dicembre 1983 nominato eparca di San Giosafat di Parma)
- Michael Kuchmiak, C.SS.R. † (27 febbraio 1988 - 26 agosto 2008 deceduto)